# Оберхаузен
О́берхаузен (нем. Oberhausen) — город земельного подчинения на западе Германии, в федеральной земле Северный Рейн-Вестфалия, в западной части Рурского региона на реке Эмшер. Население — 212,6 тыс. человек (2011); в 2000 г. — 222,3 тысяч.

## История
Своё название получил в 1847 г. как железнодорожная станция. Статус города Оберхаузен получил в 1874 г. В 1929 г. был расширен присоединением поселков Штеркраде и Остерфельд (нем. Sterkrade, Osterfeld). В апреле 1945 г. подвергался бомбардировкам союзной авиации.
В городе с 1954 года ежегодно проходит старейший кинофестиваль короткометражных фильмов — Кинофестиваль в Оберхаузене.

## Экономика
Вплоть до 90-х годов XX века в Оберхаузене было много предприятий металлургического, угледобывающего, машиностроительного и химического профилей. Однако в настоящее время практически все предприятия прекратили свою работу. Часть из них сохранена как памятники индустриальной культуры, но большая часть ликвидирована. На местах бывших шахт и заводов разбиты парки (например, OLGA-park) или построены торгово-развлекательные комплексы («CentrO.» — один из крупнейших торгово-развлекательных комплексов в земле Северный Рейн — Вестфалия). Из действующих предприятий наиболее крупными являются завод двигателей «MAN Turbo» и шахта «Franz Haniel».

## Административное деление
Территория Оберхаузена делится на три административных района:
- Альт-Оберхаузен
- Штеркраде
- Остерфельд

## Транспорт
По железнодорожной станции Оберхаузен осуществляют движение региональные экспрессы RE3 (Рейн-Эмшер-Экспресс) Дюссельдорф-Хамм и RE5 (Рейн-Экспресс) Эммерих-на-Рейне-Кобленц, региональные поезда RB33, RB35, RB36 и RB44, местные поезда S2 и S3, междугородние экспрессы IC Norddeich Мюнстер-Люксембург и международный экспресс ICE Амстердам-Базель.
 Через Оберхаузен проходят автомагистрали A2 Оберхаузен-Берлин, A3 Амстердам-Пассау, A40 Эйндховен-Дортмунд, A42 Камп-Линтфорт-Кастроп-Рауксель, A59 Бонн-Везель.

Через город проходит судоходный канал Рейн-Херне, на котором функционирует Оберхаузенский шлюз.
В городе имеется трамвайная линия соединяющая Оберхаузен с г. Мюльхайм-ан-дер-Рур. Данную линию обслуживает маршрут 112 относящийся к трамвайной системе г. Эссена.
|  |  |

## Достопримечательности и музеи
- Замок Оберхаузен (XIX век) и галерея Людвиг[12]
- Замок Бург Фондерн (1277)
- Замок Холтен (1307)
- Газометр (1929)
- Террикон Ганиль
- Шахта Остерфельд
- Шахта Штеркраде
- Музей индустриальной культуры Рейнской области[нем.][13] и его филиал Металлургический завод Святого Антония
- Океанариум «Sea Life», в котором жил знаменитый осьминог-предсказатель Пауль
- Леголенд «Discovery Centre»[14]

## Спорт
- Футбольный клуб «Рот-Вайс Оберхаузен» (Региональная лига)[15]
- Женский баскетбольный клуб «New Basket '92»[нем.] (DBBL)[16]
- Хоккейный клуб «Ревирлёвен Оберхаузен»[нем.] (1979—2007)

В 1963 в городе проходила третья женская шахматная олимпиада.

## Галерея

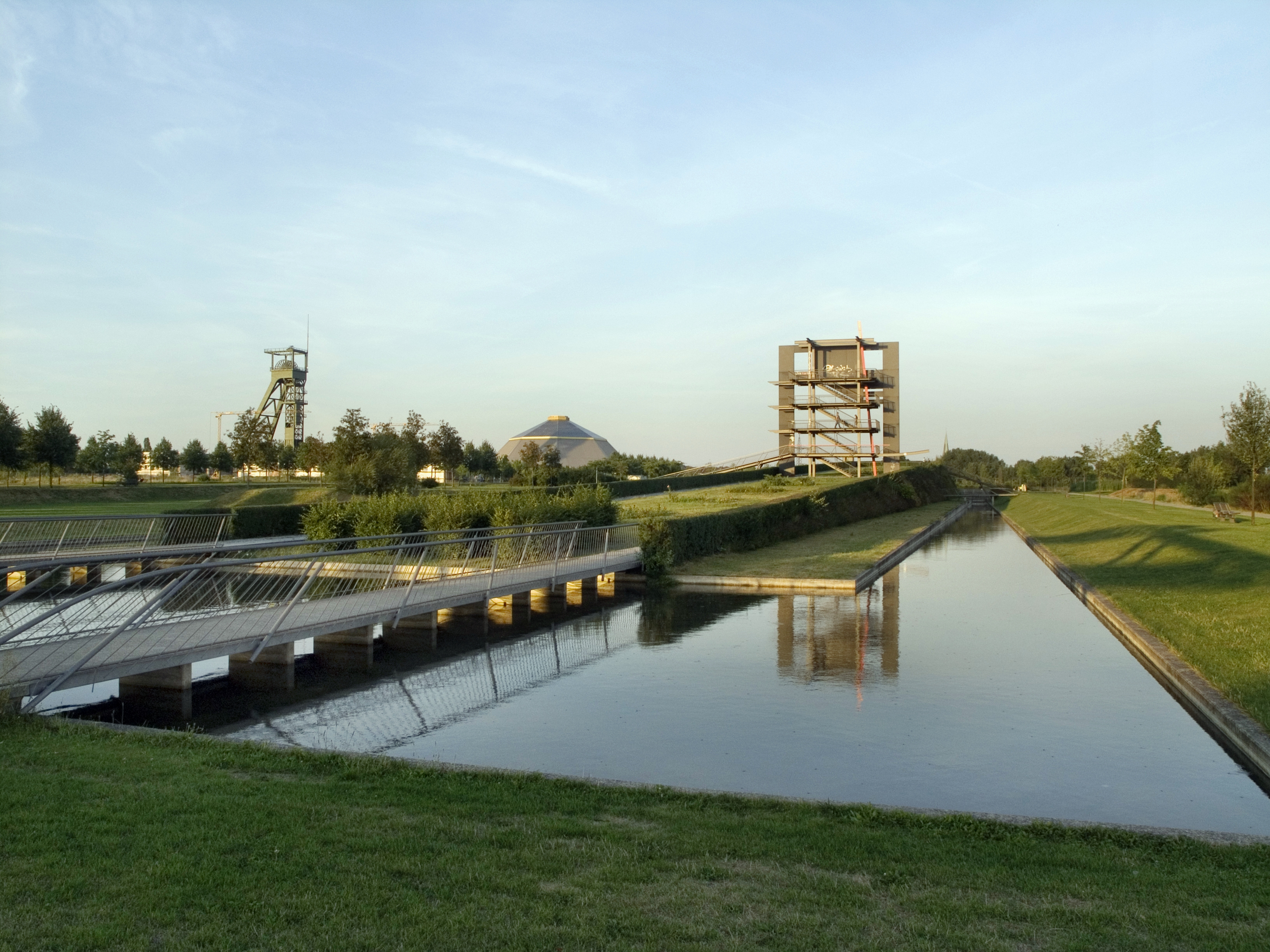
OLGA-park
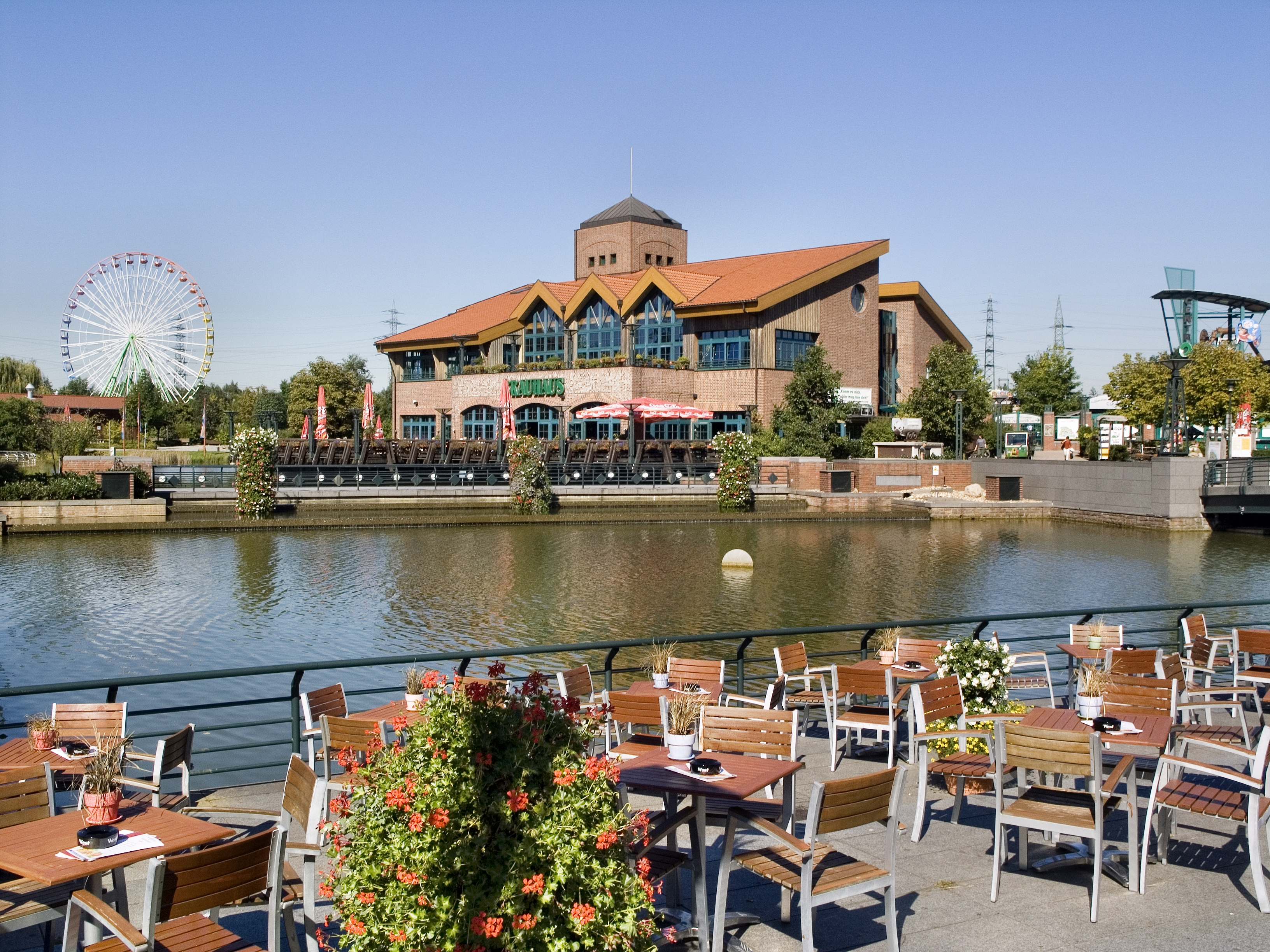
«Нойе Митте»
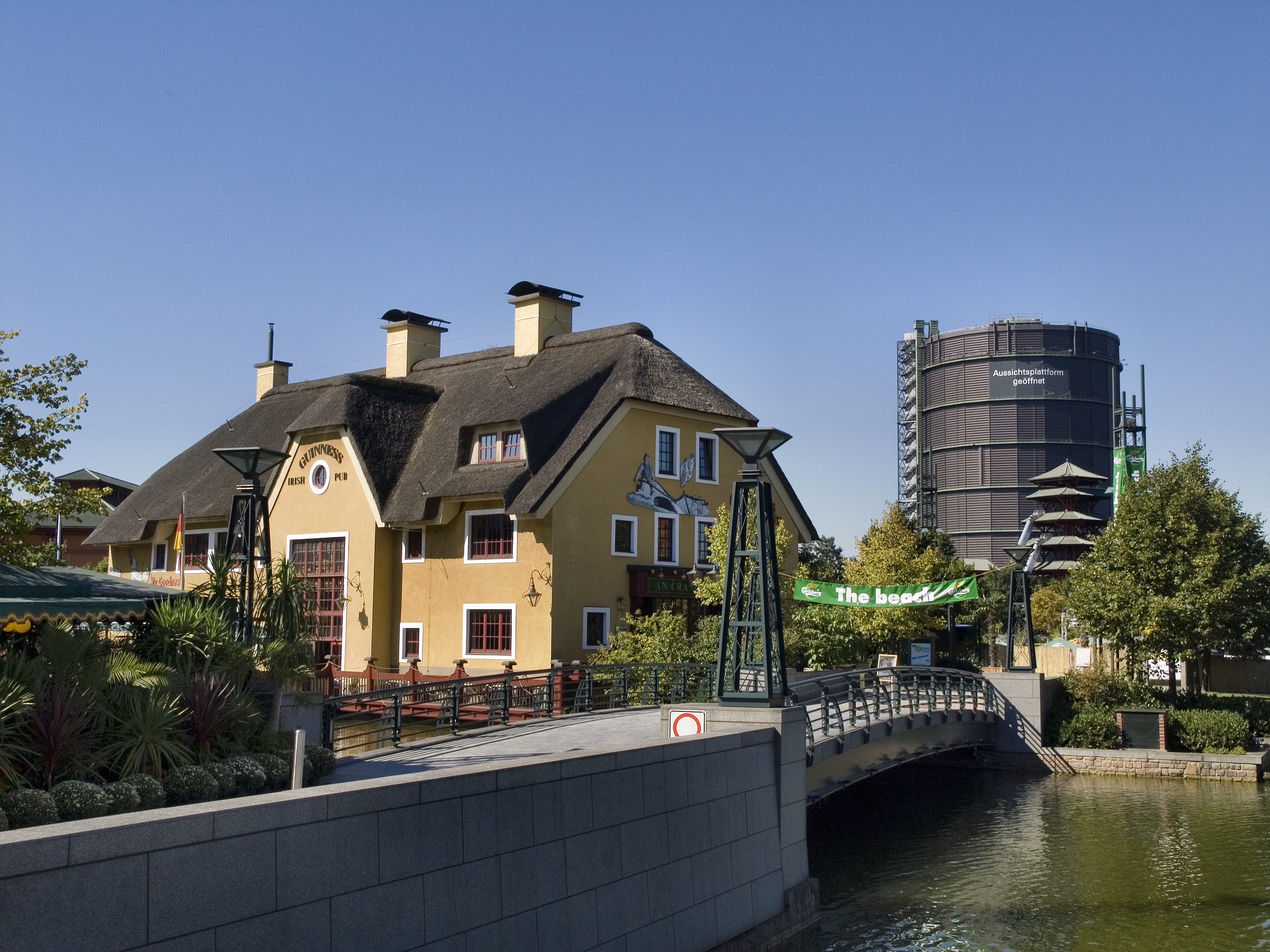
«Нойе Митте»
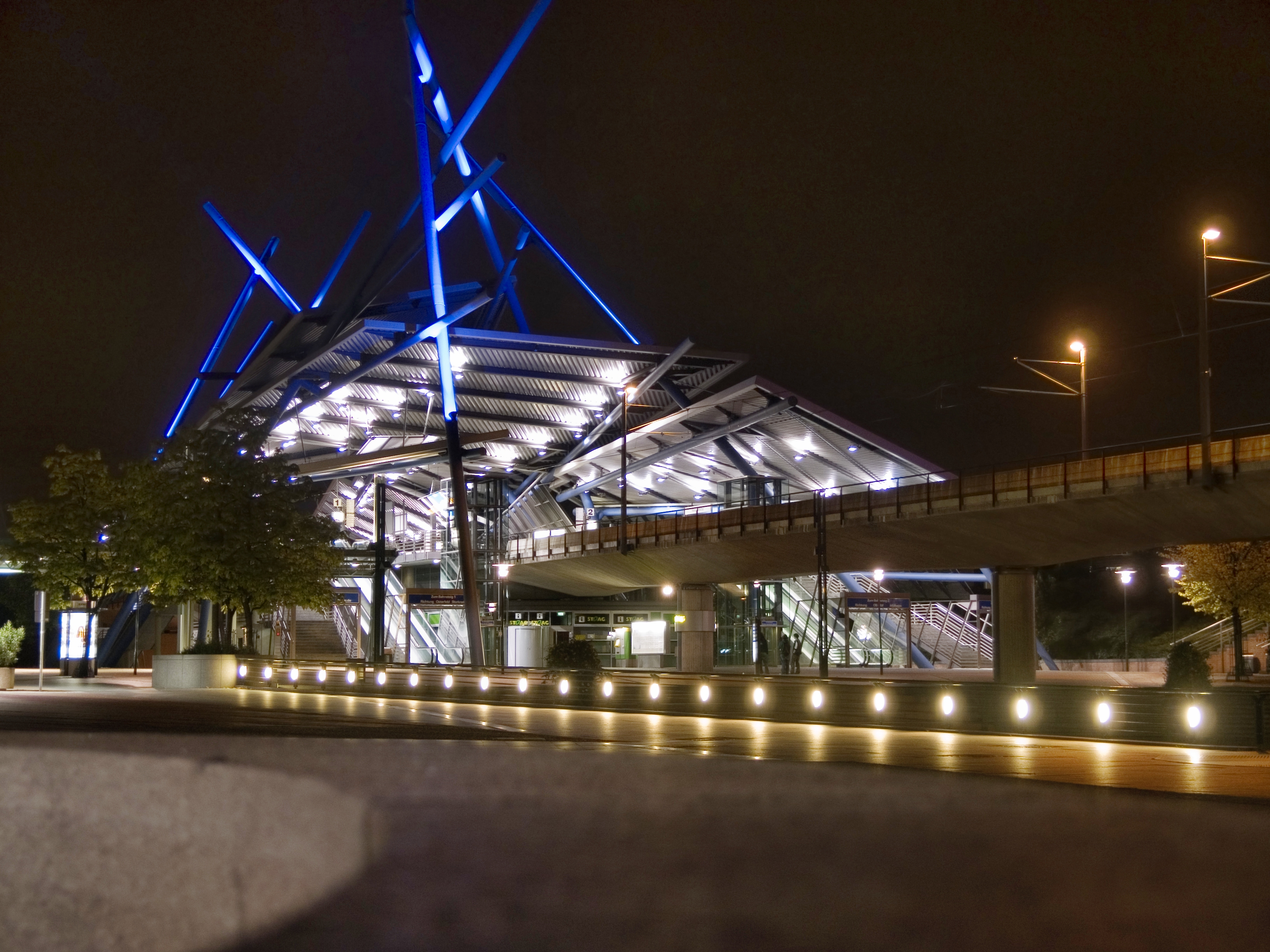
«Нойе Митте»
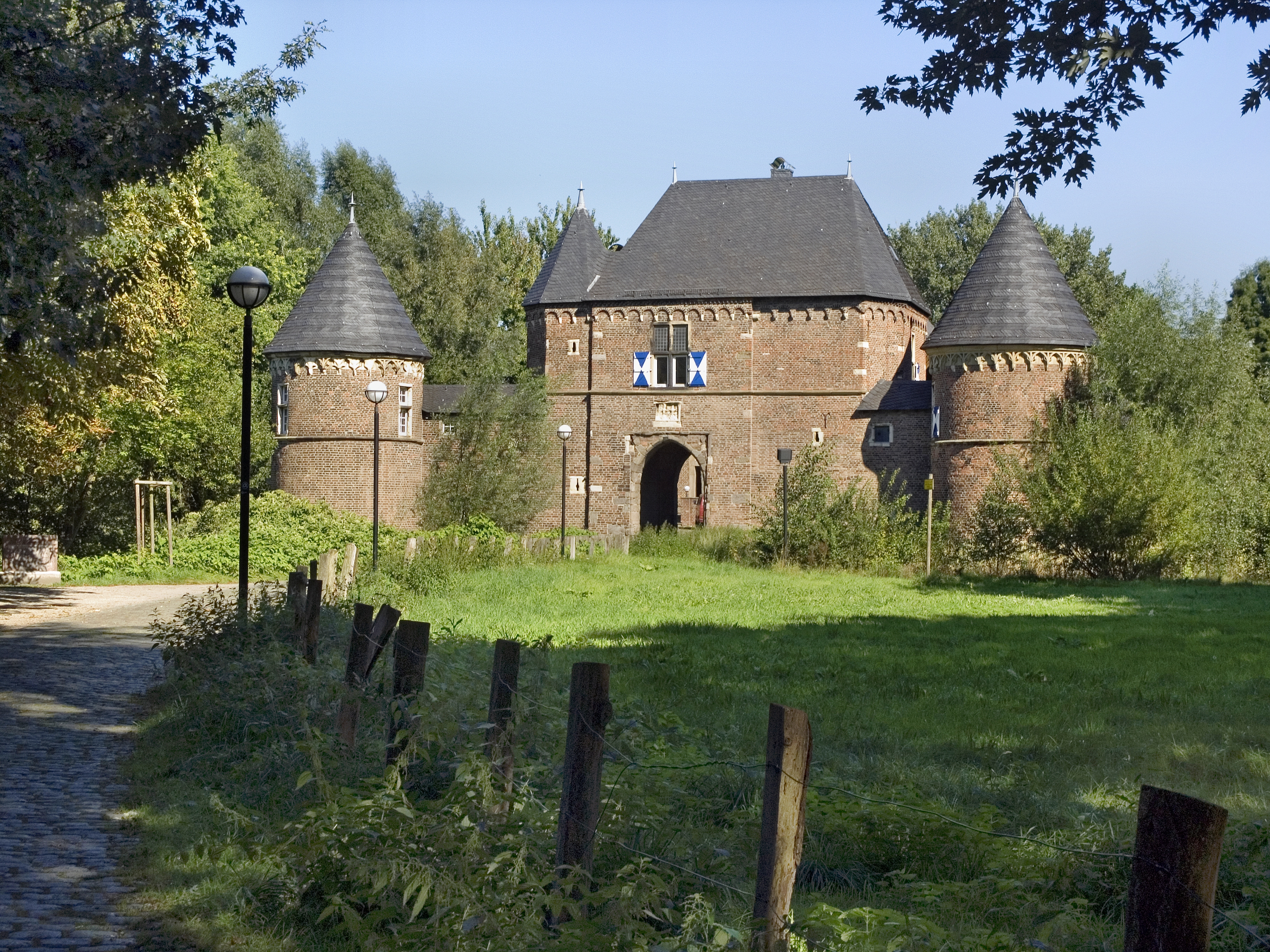
Замок Бург Фондерн
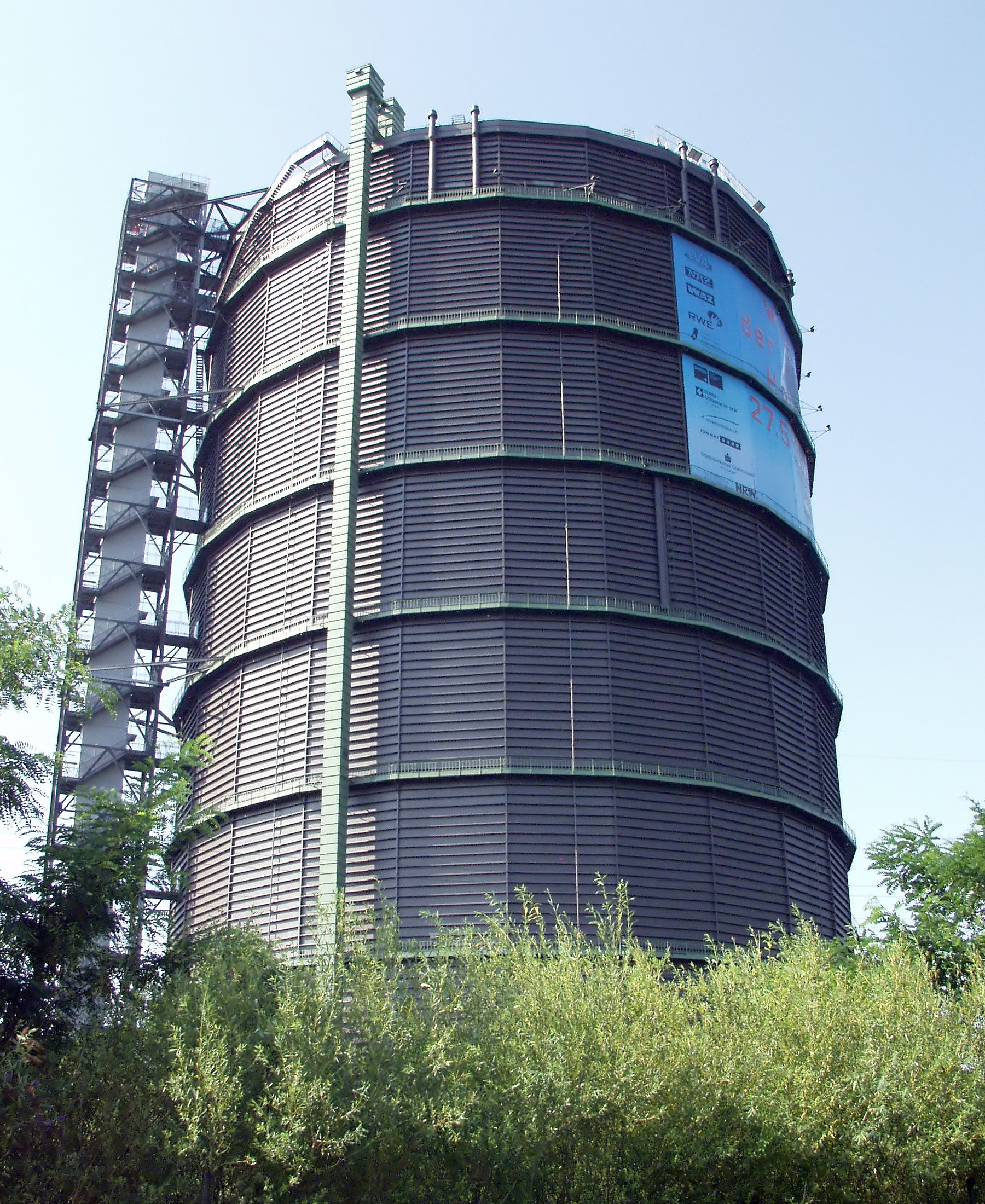
Газометр — новейший музей города
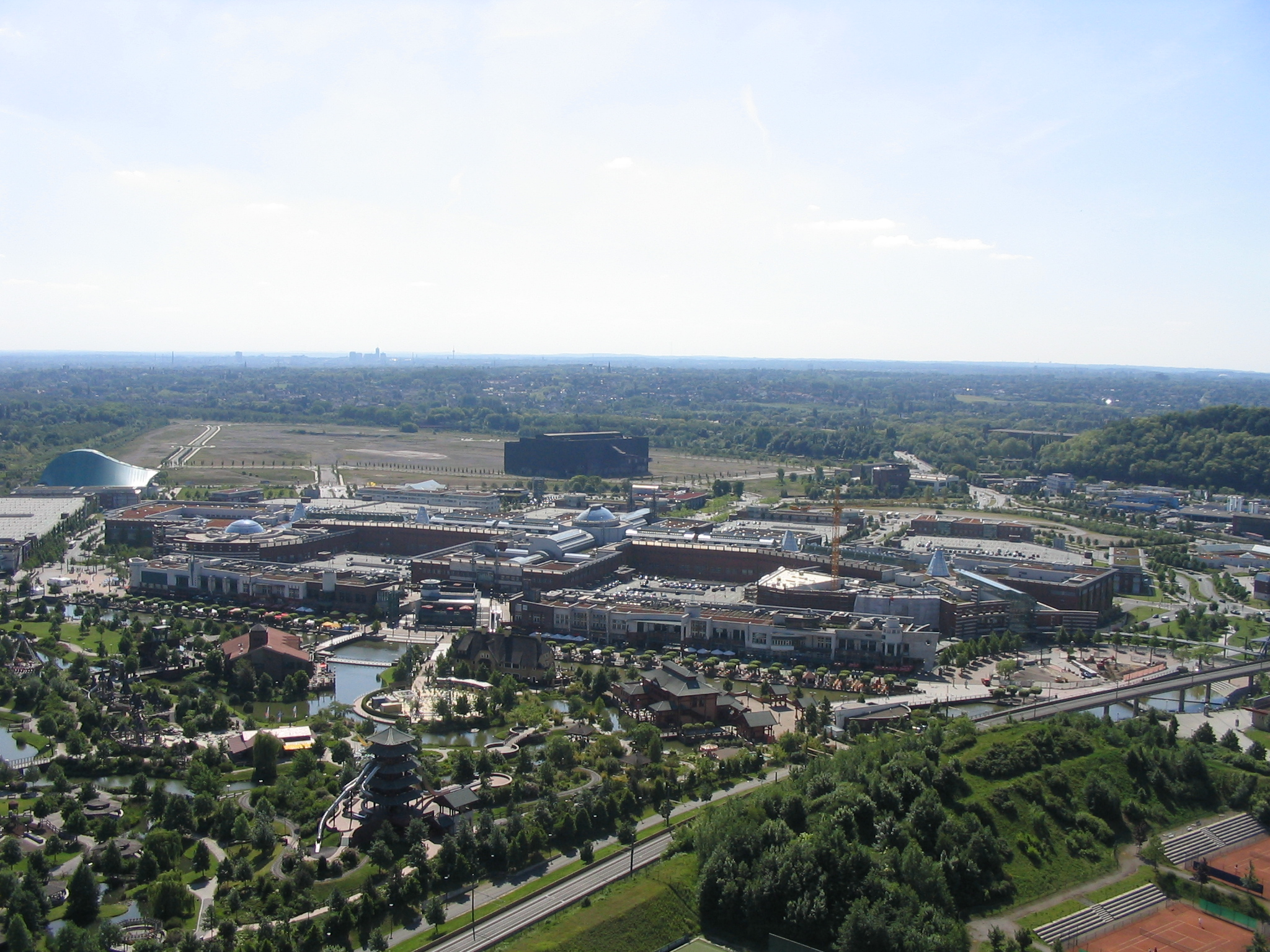
Вид с Газометра на парк CentrO, так же видно центр города Эссен, на горизонте
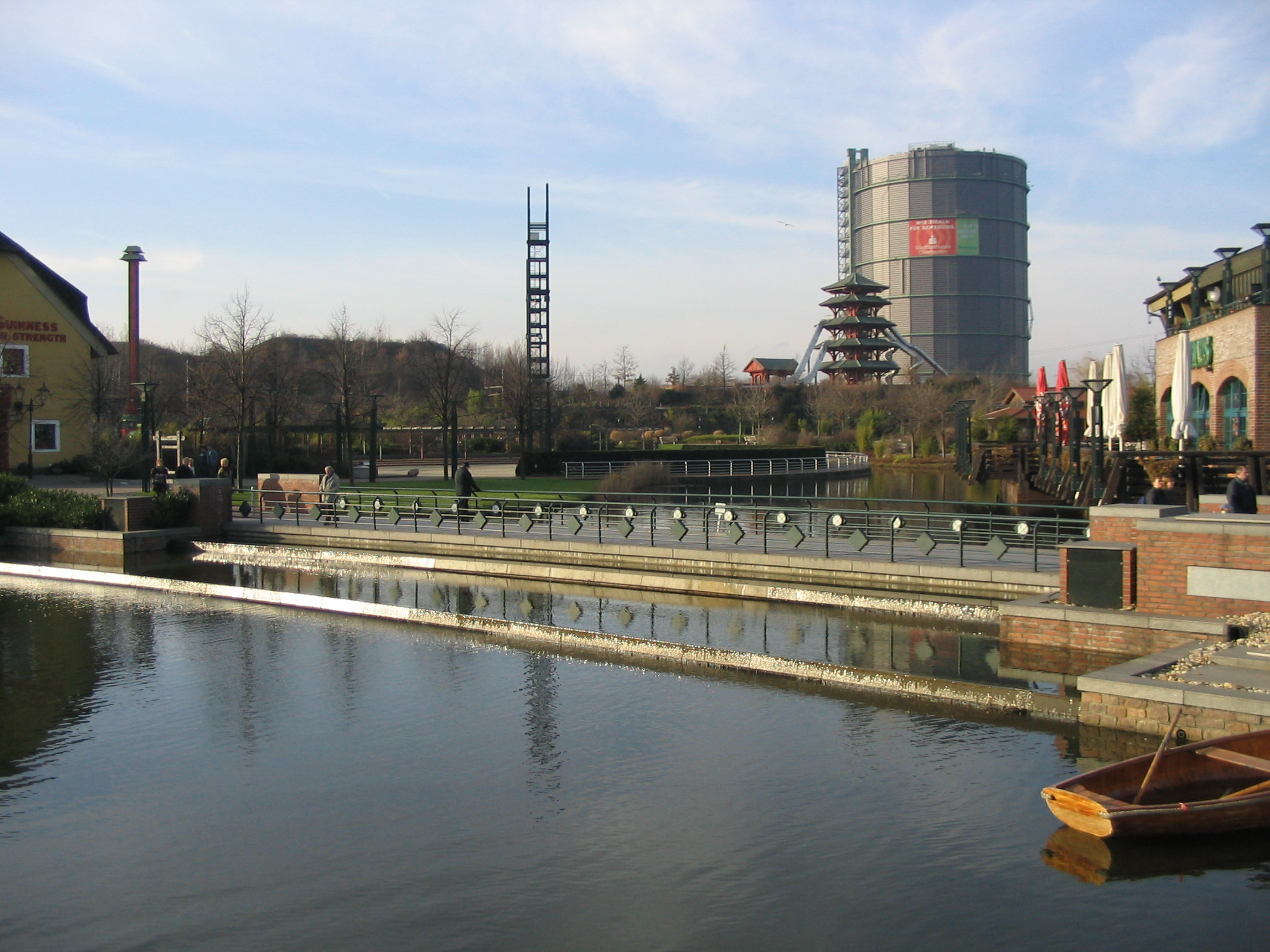
Возле Газометра
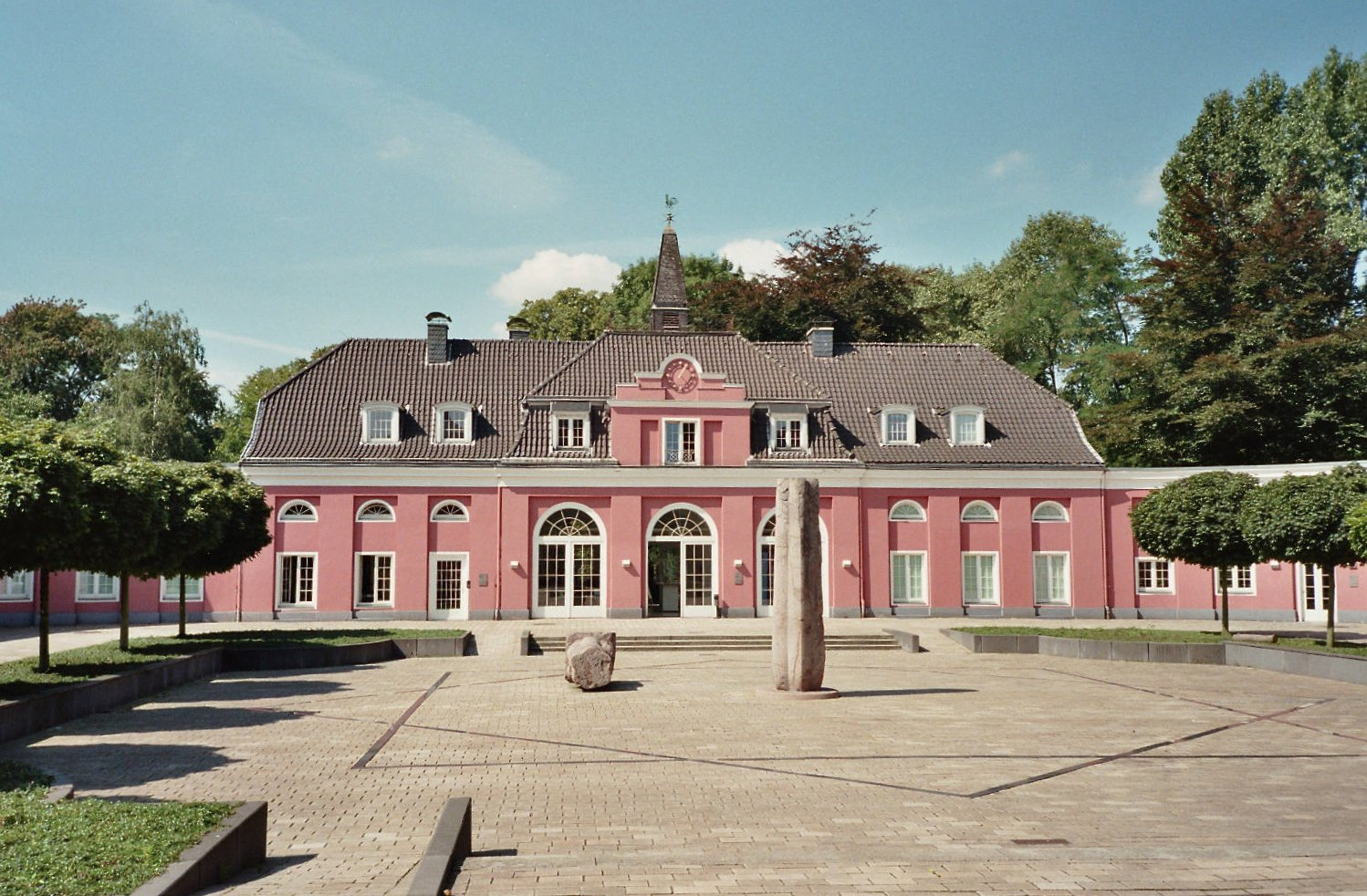
Замок Оберхаузен

## Города-побратимы
- Мидлсбро, Великобритания с 1974 года
- Запорожье, Украина[17] с 1986 года
- Иглезиас, Сардиния Италия с 2002 года
- Карбония, Сардиния Италия с 2003 года
- Мерсин, Турция с 2004 года
- Вилейка, Республика Беларусь[18]

Кроме того, поддерживаются дружественные отношения с городом Фрайталь в Саксонии.